# Apogon flavus
Apogon flavus är en fiskart som beskrevs av Allen och Randall, 1993. Apogon flavus ingår i släktet Apogon och familjen Apogonidae. Inga underarter finns listade i Catalogue of Life.